# Basilica di San Lorenzo in Lucina
San Lorenzo in Lucina è una basilica di Roma sita nel Rione Colonna, non lontano da Palazzo Montecitorio.

## Storia

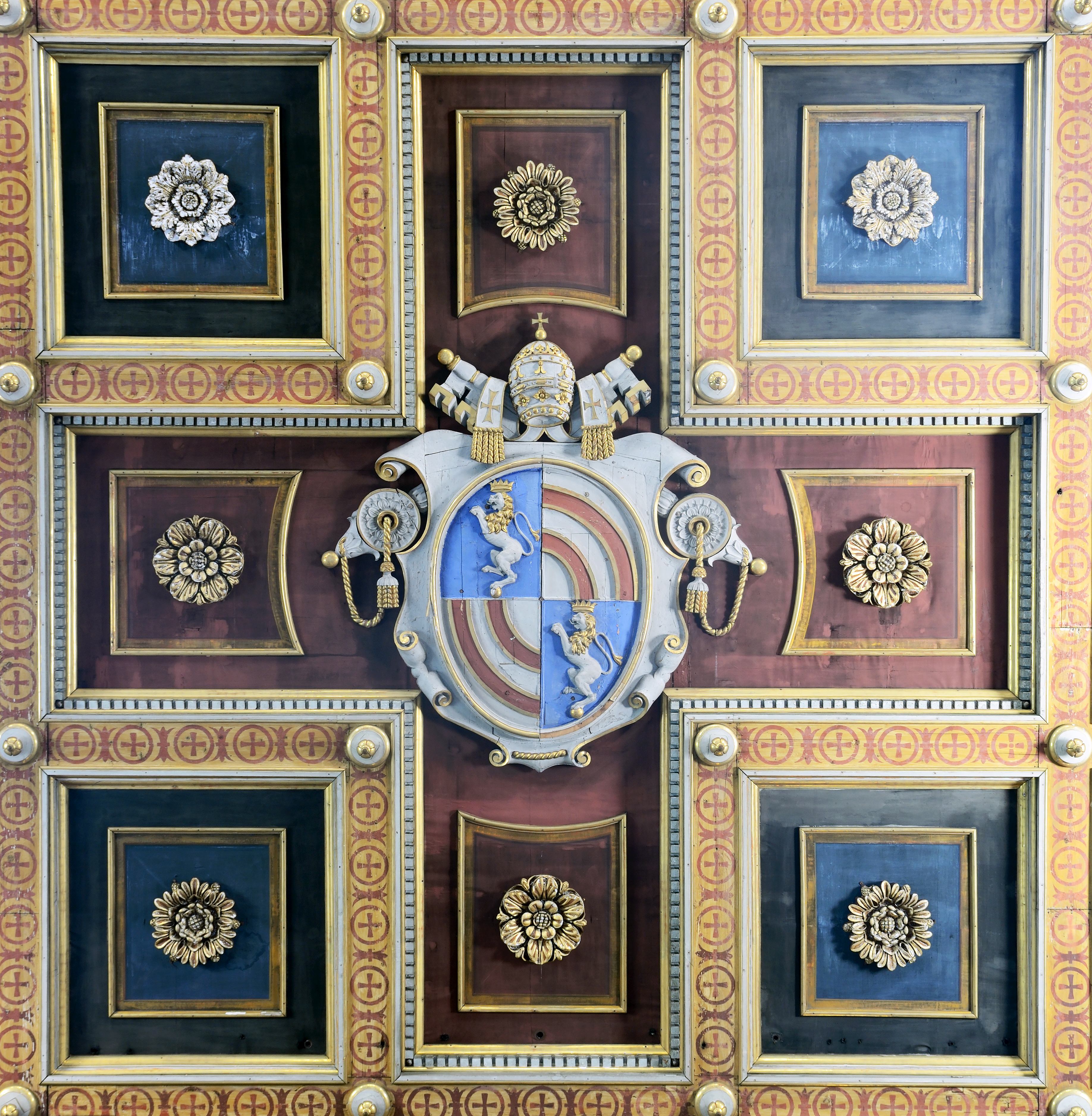
Arme di Papa Pio IX

La basilica di San Lorenzo in Lucina sorse nel IV secolo, secondo la tradizione, sulla residenza dell'omonima matrona romana. La domus fu consacrata a luogo di culto ufficiale nell'anno 440 da papa Sisto III, per essere poi ricostruita sotto papa Pasquale II fino al completamento nel 1130.
Verso la metà del XVII secolo, l'interno fu completamente trasformato da Cosimo Fanzago, che trasformò la chiesa a navata unica e ridusse le navate laterali a cappelle, divenute poi gentilizie e concesse a varie famiglie. Un ulteriore restauro fu condotto nella seconda metà del XIX secolo, durante il quale furono rimosse, per ordine di Pio IX, le decorazioni barocche della navata e sostituite dagli affreschi di Roberto Bompiani che si vedono tuttora (2012); fu risparmiato soltanto il pulpito che rimase in loco.
Nel novembre del 1908 papa Pio X la elevò al rango di basilica minore.

## Descrizione

### Facciata
La facciata della chiesa presenta ampio portico, decorato da sei colonne in granito, con capitelli e basi, sormontate da un architrave realizzata da un'enorme colonna antica scanalata. Alla sua destra, in posizione arretrata, s'innalza un campanile romanico a cinque ordini. Nella parte centrale della facciata, sotto il timpano triangolare, vi sono al centro il rosone e, ai suoi lati, due finestre rettangolari barocche.

### Interno

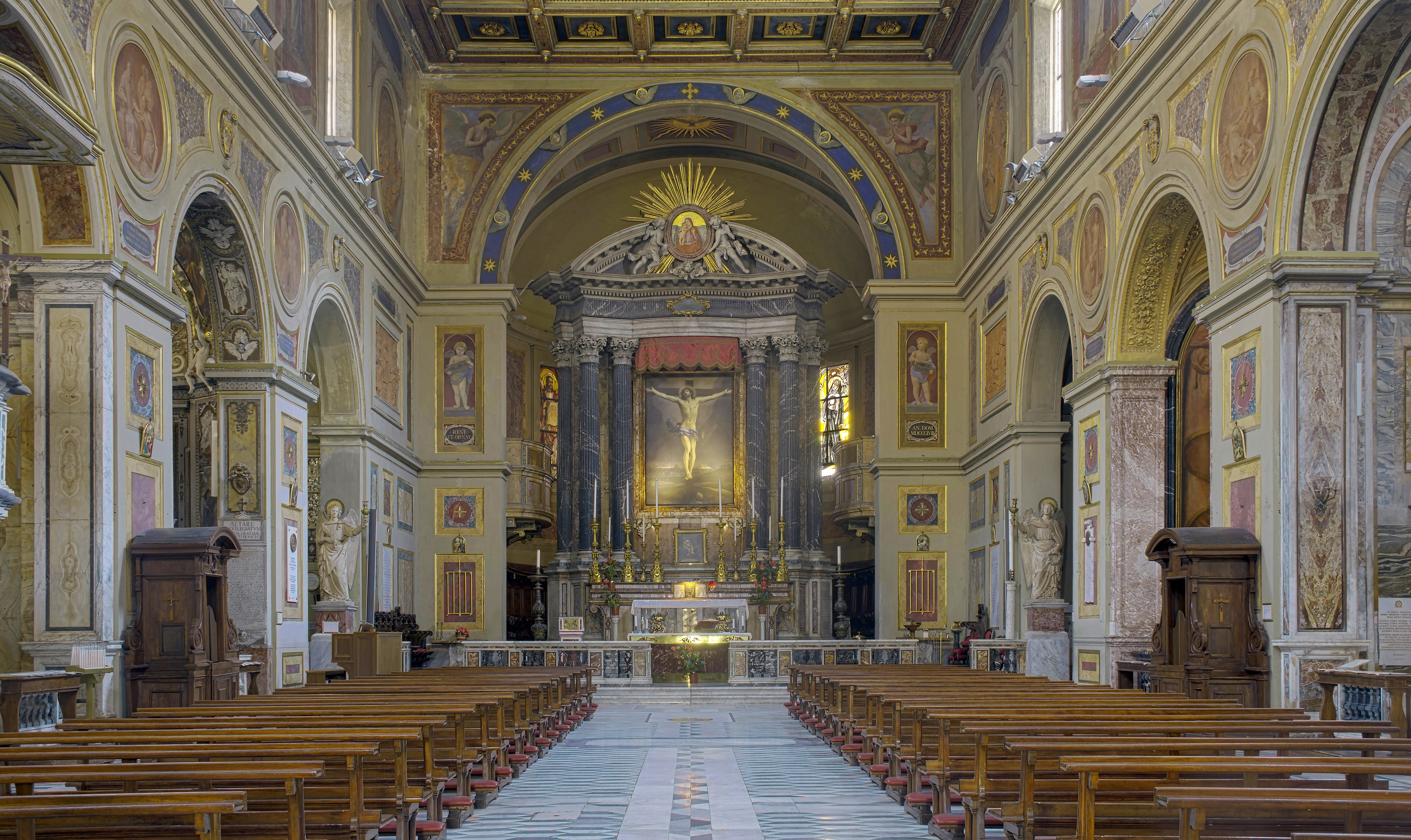
Interno

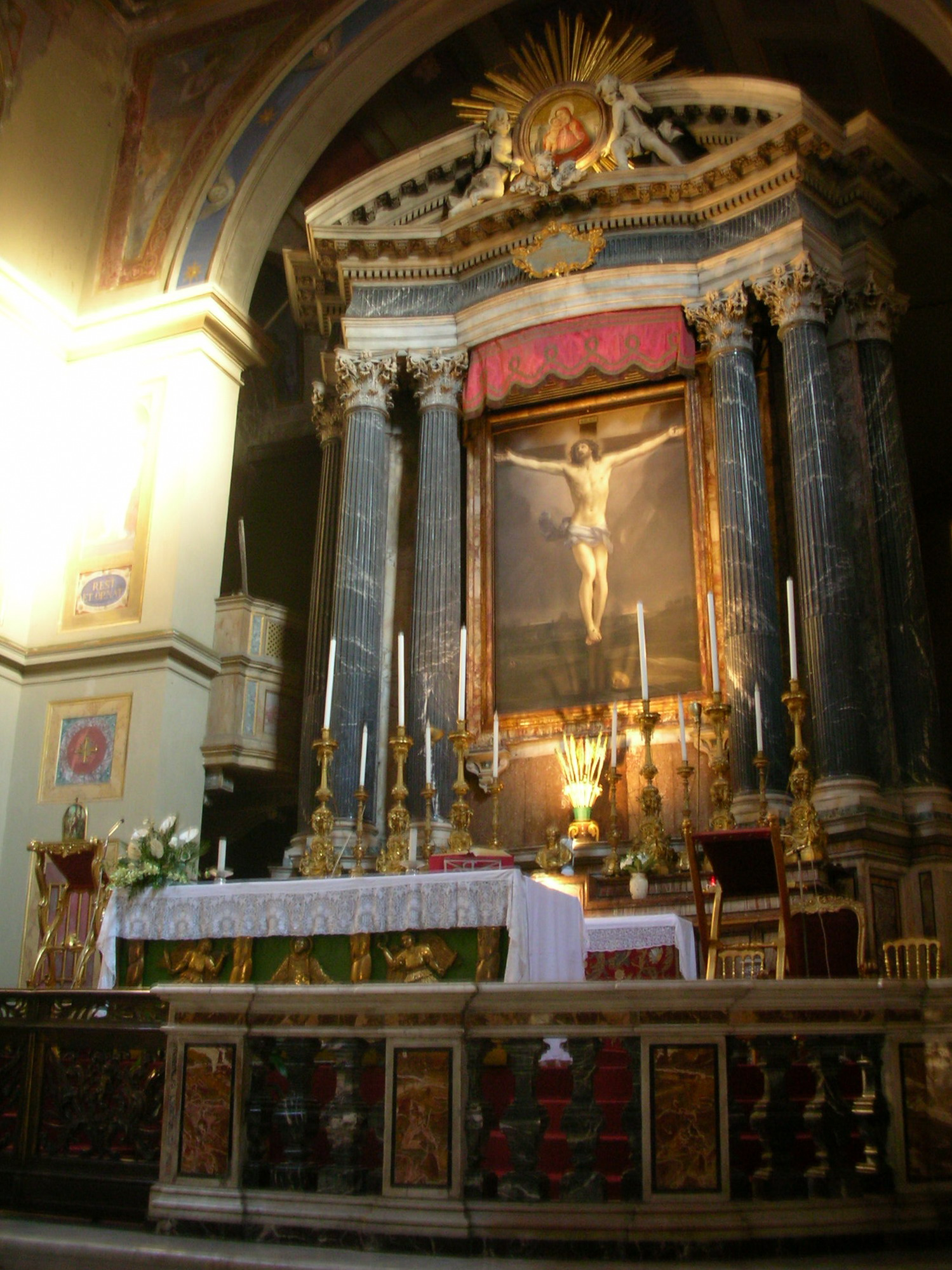
L'altare maggiore col dipinto del Reni

La basilica, che originariamente si presentava nel suo interno a tre navate, oggi è a navata unica con quattro cappelle per lato che conducono all'altare maggiore, su cui vi è la tela del Crocifisso di Guido Reni. La sua composizione oggi è data per proporre al fedele un percorso teologico spirituale, attraverso tre itinerari specifici:
- il primo è quello cristologico: partendo dalla prima cappella a sinistra, vi si trova il battistero dove è raffigurato il battesimo del Cristo, in rappresentazione della sua nascita. Si passa poi alla meditazione della fine del percorso terreno di Gesù, con la crocifissione ben rappresentata sulla pala centrale, opera del Guido Reni, posta sopra l'altare disegnato da Carlo Rainaldi nel 1669. Ed infine si ha l'ascensione del Salvatore rappresentata sul tetto tutto lavorato in legno a cassettoni, dove è dipinto Cristo con papa Damaso I, San Lorenzo e la matrona Lucina.
- Nel secondo itinerario viene invece proposta la figura della Madonna. Questo attraverso la rappresentazione della sua nascita (tra l'altro raccontata solo nei vangeli apocrifi), dell'Annunciazione, della Presentazione al Tempio ed infine nella cappella più titolata, quella dell'Immacolata Concezione.
- Il terzo è il percorso "laurentino", ovvero quello dedicato a san Lorenzo martire, patrono della basilica. Entrando nella prima cappella a destra (denominata cappella Lovatti dalla metà del XIX secolo, prima era in concessione alla famiglia Monatana dal primo decennio del XVII secolo al 1855) sono raffigurati su tre tele di Sigismondo Rosa e Giuseppe Creti i momenti salienti della vita del santo e sotto la mensa dell'altare della stessa cappella sono collocati i resti della graticola del martirio, mentre le catene che servirono ad imprigionarlo sono conservate nel museo parrocchiale.

Tra le cappelle laterali si segnalano il settecentesco battistero, opera di Giuseppe Sardi, e la cappella Fonseca, disegnata da Gian Lorenzo Bernini, con il busto marmoreo del committente, opera dello stesso Bernini. Nella cappella di San Carlo Borromeo, la prima a sinistra dopo il fonte battesimale, la pala d'altare San Carlo porta in processione il chiodo della croce (1618) è di Carlo Saraceni, insigne discepolo di Caravaggio. Nella cappella di San Francesco e Santa Giacinta Marescotti, la quarta a sinistra dopo il fonte battesimale, si possono ammirare alcune tele del caravaggesco francese Simon Vouet: a sinistra La tentazione di San Francesco e a destra La vestizione di San Francesco. La pala d'altare di questa cappella è La morte di Santa Giacinta Marescotti (1736) di Marco Benefial. Nella navata destra, una pala d'altare con San Francesco Caracciolo che adora il Santissimo Sacramento è opera del pittore tardo barocco Ludovico Stern.
La Cappella di San Giuseppe (cosiddetta dal quadro di San Giuseppe di Alessandro Turchi) era Cappella gentilizia dei principi Ottoboni Duchi di Fiano - famiglia di papa Alessandro VIII - che l'ebbero, con Breve pontificio, in "concessione perpetua" (è ancora visibile, in alto all'ingresso, il loro stemma) Nel 1943 la Cappella è stata snaturata dalla originaria destinazione, per divenire il sepolcro del cardinale Cremonesi ed è stata completamente ricoperta di marmi verdi, che hanno coperto le lapidi marmoree dei defunti Ottoboni. In un angolo è stato sistemato un busto marmoreo del cardinale.

### Organo a canne
Nell'abside, sulla cantoria settecentesca di destra, si trova l'organo a canne Mascioni opus 302. Lo strumento, di pregevole fattura, è stato costruito dalla ditta varesina per volere dell'allora cardinale titolare Pietro Gasparri, nominato nel 1907 da papa Pio X. L'organo è a due tastiere di 58 note ciascuna e pedaliera concavo-radiale di 27 ed è a trasmissione integralmente pneumatico-tubolare.

### Scavi
Diverse campagne di scavo sono state condotte sotto la basilica tra il 1982 e il 2000. Le indagini hanno riportato alla luce:
- sotto un ambiente esterno alla navata attuale, detto oggi "sala dei canonici", i resti della vasca circolare di un battistero paleocristiano, in un ambiente che comprendeva anche una vasca quadrangolare più piccola, la cui destinazione non è chiara;
- sotto la navata, il cui pavimento fu rialzato nel 1598, i muri di sostegno poggiano sul pavimento di un edificio di II secolo, convertito verso il IV secolo in un'insula di cui si riconosce una scala che sale al piano superiore; l'ipotesi è che qui sorgesse la proprietà di una matrona Lucina che mise a disposizione della comunità cristiana lo spazio di culto (da cui il titulus Lucinae). Ne restano, oltre alle murature, un pavimento in mosaico bianco e nero e tracce di intonaco dipinto.

Gli ambienti sotterranei sono oggi in parte visitabili.

## Persone sepolte nella basilica
Nella chiesa sono sepolti il pittore francese Nicolas Poussin in una tomba fatta costruire nel XIX secolo da Chateaubriand, allora ambasciatore a Roma, sulla quale è incisa la frase "et in arcadia ego", cioè "anch'io in Arcadia", tratta dal suo celebre dipinto I pastori di Arcadia; il pittore tedesco Adam Elsheimer (1578-1610), il compositore bresciano Luca Marenzio (tra i più acclamati autori di madrigali del XVI secolo), il compositore ceco settecentesco Josef Mysliveček amico di Mozart e che in vita fu detto "il divino boemo", il compositore toscano Bernardo Pasquini che in Arcadia aveva il nome di Protico Azoteo, il compositore catalano Domingo Miguel Bernabé Terradellas detto Terradeglias, l'architetto Raffaele Stern, nonché l'archeologo e collezionista d'arte Carlo Fea famoso per aver trovato, all'inizio dell'Ottocento, la copia del Discobolo di Mirone all'Esquilino; Giuseppe De Matthaeis, archiatra pontificio, chirurgo e archeologo; il pittore Pompeo Batoni (1708-1787); Matteo Lovatti (1769-1849), Clemente Lovatti (1779-1860) e il cardinale Pietro Ciriaci (1885-1966), titolare della chiesa dal 1964 alla morte, le cui tombe sono nella cappella Lovatti. 
Sono inoltre sepolti i cardinali: Francesco Gonzaga (1538-1566), titolare della chiesa dal 1562 al 1566, Gian Vincenzo Gonzaga (1540-1591), Luigi Capponi (1583-1659), titolare della chiesa dal 1629, e Giuseppe Renato Imperiali (1651-1737), titolare della chiesa dal 1727 al 1737, oltre al già citato Carlo Cremonesi (1866-1943), titolare della chiesa dal 1935 al 1943.